# Filip Lichý
Filip Lichý (Banská Bystrica, 25 gennaio 2001) è un calciatore slovacco, centrocampista dello Slovan Bratislava.

## Carriera

### Club
Cresciuto nel settore giovanile dello Slovan Bratislava, ha esordito in prima squadra il 22 febbraio 2020, in occasione dell'incontro di Superliga vinto 2-0 contro l'AS Trenčín. Nel gennaio del 2022 è stato ceduto in prestito al Ružomberok.

### Nazionale
Ha rappresentato le nazionali giovanili slovacche.

## Statistiche

### Presenze e reti nei club
Statistiche aggiornate al 23 settembre 2022.
| Stagione        | Squadra           | Campionato      | Campionato | Campionato | Coppe nazionali | Coppe nazionali | Coppe nazionali | Coppe continentali | Coppe continentali | Coppe continentali | Altre coppe | Altre coppe | Altre coppe | Totale | Totale |
| Stagione        | Squadra           | Comp            | Pres       | Reti       | Comp            | Pres            | Reti            | Comp               | Pres               | Reti               | Comp        | Pres        | Reti        | Pres   | Reti   |
| --------------- | ----------------- | --------------- | ---------- | ---------- | --------------- | --------------- | --------------- | ------------------ | ------------------ | ------------------ | ----------- | ----------- | ----------- | ------ | ------ |
| 2019-2020       | Slovan Bratislava | SL              | 3          | 0          | CS              | 1               | 0               | UCL+UEL            | 0                  | 0                  |             | -           | -           | 4      | 0      |
| 2020-2021       | Slovan Bratislava | SL              | 1          | 1          | CS              | 0               | 0               | UCL+UEL            | 0                  | 0                  |             | -           | -           | 1      | 1      |
| 2021-gen. 2022  | Slovan Bratislava | SL              | 12         | 1          | CS              | 0               | 0               | UCL+UEL+UECL       | 2+1+2              | 0                  |             | -           | -           | 17     | 1      |
| gen.-giu. 2022  | Ružomberok        | SL              | 10         | 2          | CS              | 0               | 0               |                    | -                  | -                  |             | -           | -           | 10     | 2      |
| 2022-2023       | Ružomberok        | SL              | 6          | 0          | CS              | 0               | 0               | UECL               | 4                  | 0                  |             | -           | -           | 10     | 0      |
| Totale carriera | Totale carriera   | Totale carriera | 32         | 4          |                 | 1               | 0               |                    | 9                  | 0                  |             | -           | -           | 42     | 4      |

## Palmarès

### Club

#### Competizioni nazionali
- Coppa di Slovacchia: 1

Slovan Bratislava: 2019-2020
- Campionato slovacco: 2

Slovan Bratislava: 2019-2020, 2020-2021